# جواو ألميدا
جواو ألميدا (بالبرتغالية: João Almeida‏) هو دراج برتغالي، ولد في 5 أغسطس 1998 في كالداس دا رينها في البرتغال.

## وصلات خارجية
- جواو ألميدا على موقع الاتحاد الدولي للدراجات (الإنجليزية)
- جواو ألميدا على موقع أرشيف الدراجات (الإنجليزية)
- جواو ألميدا على موقع إحصائيات الدراجات الإحترافية (الإنجليزية)
- جواو ألميدا على موقع نسبة الدراجات (الإنجليزية)
- جواو ألميدا على موقع CycleBase (الإنجليزية)
- جواو ألميدا على موقع أوليمبيديا (الإنجليزية)